# Sainte-Marie-la-Robert
Sainte-Marie-la-Robert és un municipi francès situat al departament de l'Orne i a la regió de Normandia. L'any 2007 tenia 86 habitants.

## Demografia

### Població
El 2007 la població de fet de Sainte-Marie-la-Robert era de 86 persones. Hi havia 36 famílies de les quals 12 eren unipersonals (12 dones vivint soles i 12 dones vivint soles), 12 parelles sense fills i 12 parelles amb fills.
La població ha evolucionat segons el següent gràfic:
Habitants censats

### Habitatges
El 2007 hi havia 58 habitatges, 37 eren l'habitatge principal de la família, 17 eren segones residències i 4 estaven desocupats. Tots els 58 habitatges eren cases. Dels 37 habitatges principals, 30 estaven ocupats pels seus propietaris, 6 estaven llogats i ocupats pels llogaters i 1 estava cedit a títol gratuït; 1 tenia una cambra, 2 en tenien dues, 12 en tenien tres, 6 en tenien quatre i 16 en tenien cinc o més. 29 habitatges disposaven pel capbaix d'una plaça de pàrquing. A 20 habitatges hi havia un automòbil i a 16 n'hi havia dos o més.

### Piràmide de població
La piràmide de població per edats i sexe el 2009 era:
| Homes | Edats   | Dones |
| ----- | ------- | ----- |
| 0     | 95 o +  | 0     |
| 0     | 90 a 94 | 0     |
| 0     | 85 a 89 | 0     |
| 0     | 80 a 84 | 0     |
| 4     | 75 a 79 | 0     |
| 4     | 70 a 74 | 0     |
| 8     | 65 a 69 | 12    |
| 0     | 60 a 64 | 0     |
| 0     | 55 a 59 | 0     |
| 0     | 50 a 54 | 0     |
| 0     | 45 a 49 | 4     |
| 4     | 40 a 44 | 4     |
| 12    | 35 a 39 | 0     |
| 4     | 30 a 34 | 8     |
| 0     | 25 a 29 | 4     |
| 0     | 20 a 24 | 0     |
| 4     | 15 a 19 | 0     |
| 0     | 10 a 14 | 4     |
| 8     | 5 a 9   | 8     |
| 0     | 0 a 4   | 4     |

## Economia
El 2007 la població en edat de treballar era de 43 persones, 32 eren actives i 11 eren inactives. De les 32 persones actives 30 estaven ocupades (18 homes i 12 dones) i 2 estaven aturades (2 dones i 2 dones). De les 11 persones inactives 6 estaven jubilades, 2 estaven estudiant i 3 estaven classificades com a «altres inactius».
Activitats econòmiques
L'únic establiment que hi havia el 2007 era d'una empresa de serveis.
L'any 2000 a Sainte-Marie-la-Robert hi havia 9 explotacions agrícoles que ocupaven un total de 474 hectàrees.

## Poblacions més properes
El següent diagrama mostra les poblacions més properes.